# Campionati mondiali di nuoto in acque libere 2004
I III Campionati del Mondo di Nuoto in acque libere FINA si sono svolti a Dubai negli Emirati Arabi Uniti, dal 26 novembre al 2 dicembre 2004.
Si sono disputate le seguenti gare:
- Sabato 27 novembre la 5 km femminile con 21 nuotatrici alla partenza, e quella maschile con 31 iscritti e 30 partenti.
- lunedì 29 novembre la 10 km maschile con 29 iscritti e 26 partenti e quella femminile con 24 al via.
- Mercoledì 1º dicembre la 25 km femminile con 19 iscritte e 18 al via.
- Martedì 2 dicembre la 25 km maschile, 21 iscritti e 20 partenti.

Sono stati assegnati anche tre titoli misti a squadre, per i 5, i 10 e i 25 km; la classifica è stata stilata sommando i tempi ottenuti nella gara individuale dei migliori due nuotatori e della migliore nuotatrice di ogni nazione, altrimenti le due migliori nuotatrici e il miglior nuotatore, sempre se il paese ha tre atleti classificati in quella gara.

## Medagliere
| Posizione | Paese       | O | A | B | totale |
| --------- | ----------- | - | - | - | ------ |
| 1         | Germania    | 5 | 1 | 0 | 6      |
| 2         | Russia      | 2 | 3 | 4 | 9      |
| 3         | Australia   | 2 | 1 | 3 | 6      |
| 4         | Rep. Ceca   | 0 | 1 | 1 | 2      |
| 5=        | Francia     | 0 | 1 | 0 | 1      |
| 5=        | Paesi Bassi | 0 | 1 | 0 | 1      |
| 5=        | Regno Unito | 0 | 1 | 0 | 1      |
| 8         | Stati Uniti | 0 | 0 | 1 | 1      |
| totale    |             | 9 | 9 | 9 | 27     |

## Risultati

### Uomini

#### 5km individuale
S= il tempo vale per la gara a squadre
| Classifica  | Nome                    | Nazione             | Tempo      | Punti |
| 1           | Grant Cleland           | Australia           | 56'52"9    | 18 S  |
| ----------- | ----------------------- | ------------------- | ---------- | ----- |
| 2           | Christian Hein          | Germania            | 56'54"1    | 16 S  |
| 3           | Josh Santacaterina      | Australia           | 56'55"5    | 14 S  |
| 4           | Thomas Lurz             | Germania            | 57'01"5    | 12 S  |
| 5           | Iván López              | Messico             | 57'02"8    | 10    |
| 6           | Alan Bircher            | Regno Unito         | 57'08"3    | 8     |
| 7           | Petar Stoychev          | Bulgaria            | 57'32"3    | 6     |
| 8           | Evgeny Drattsev         | Russia              | 57'48"9    | 5 S   |
| 9           | Jarrod Ballem           | Canada              | 57'51"1    | 4 S   |
| 10          | Stephane Gomez          | Francia             | 57'52"2    | 3     |
| 11          | Fabio Venturini         | Italia              | 57'52"8    | 2 S   |
| 12          | Samuele Pampana         | Italia              | 57'53"8    | 1 S   |
| 13          | Maksim Luchnikov        | Russia              | 57'55"4    | -- S  |
| 14          | Emmanuel Poissier       | Francia             | 58'20"3    | --    |
| 15          | Rostislav Vítek         | Rep. Ceca           | 58'23"3    | --    |
| 16          | Shaun Dias              | Sudafrica           | 58'24"4    | --    |
| 17          | David Creel             | Canada              | 58'28"0    | -- S  |
| 18          | Carlos Pavao            | Brasile             | 58'30"9    | -- S  |
| 19          | Jeremy Gregory          | Stati Uniti         | 58'49"5    | -- S  |
| 20          | Damian Blaum            | Argentina           | 58'52"4    | --    |
| 21          | Luis Eduardo Oliveira   | Brasile             | 58'58"0    | -- S  |
| 22          | Chris Thompson          | Stati Uniti         | 59'35"3    | -- S  |
| 23          | David Proud             | Regno Unito         | 1h 03'45"0 | --    |
| 24          | Marcos Díaz             | Rep. Dominicana     | 1h 09'39"5 | --    |
| 25          | Kamel Tejeda            | Rep. Dominicana     | 1h 11'28"9 | --    |
| 26          | Stelios Assimakopoulos  | Grecia              | 1h 11'30"4 | --    |
| 27          | Mubarak Salem           | Emirati Arabi Uniti | 1h 26'25"3 | --    |
| 28          | Gamal Khamis            | Emirati Arabi Uniti | 1h 27'38"0 | --    |
| 29          | Mohammad Abustreyeh     | Palestina           | 1h 47'37"6 | --    |
| ritirato    | El sir El Hag El Rayah  | Sudan               | --         | --    |
| non partito | Erick Figueroa Ostolaza | Perù                | --         | --    |

#### 10km individuale
S= il tempo vale per la gara a squadre
| Classifica  | Nome                    | Nazione             | Tempo      | Punti |
| 1           | Thomas Lurz             | Germania            | 1h 54'38"0 | 18 S  |
| ----------- | ----------------------- | ------------------- | ---------- | ----- |
| 2           | Alan Bircher            | Regno Unito         | 1h 54'44"8 | 16    |
| 3           | Daniil Serebrennikov    | Russia              | 1h 55'02"8 | 14 S  |
| 4           | Evgeni Kochkarov        | Russia              | 1h 55'03"2 | 12 S  |
| 5           | Christian Hein          | Germania            | 1h 55'04"7 | 10 S  |
| 6           | Damian Blaum            | Argentina           | 1h 55'07"9 | 8     |
| 7           | Maarten van der Weijden | Paesi Bassi         | 1h 55'11"3 | 6 S   |
| 8           | Nagy-Pal Levente        | Ungheria            | 1h 55'11"7 | 5     |
| 9           | Jarrod Ballem           | Canada              | 1h 55'12"4 | 5 S   |
| 10          | Carlos Pavao            | Brasile             | 1h 55'13"6 | 3 S   |
| 11          | Josh Santacaterina      | Australia           | 1h 55'14"8 | 2 S   |
| 12          | Grant Cleland           | Australia           | 1h 55'16"8 | 1 S   |
| 13          | Jakub Fichtl            | Rep. Ceca           | 1h 55'42"6 | -- S  |
| 14          | Massimiliano Parla      | Italia              | 1h 55'56"6 | -- S  |
| 15          | Petar Stoychev          | Bulgaria            | 1h 56'06"3 | --    |
| 16          | Simone Ercoli           | Italia              | 1h 56'08"2 | -- S  |
| 17          | John Kenny              | Stati Uniti         | 1h 56'33"4 | -- S  |
| 18          | David Creel             | Canada              | 1h 57'16"5 | -- S  |
| 19          | Emmanuel Poissier       | Francia             | 1h 57'21"5 | -- S  |
| 20          | Guilherme Bier          | Brasile             | 1h 57'46"3 | -- S  |
| 21          | Bertrand Venturi        | Francia             | 1h 57'47"5 | -- S  |
| 22          | Iván López              | Messico             | 1h 59'23"6 | --    |
| 23          | David Proud             | Regno Unito         | 2h 01'13"3 | --    |
| 24          | Robert Langsett         | Stati Uniti         | 2h 05'02"9 | -- S  |
| 25          | Shaun Dias              | Sudafrica           | 2h 05'03"4 | --    |
| ritirato    | Khalifa Gomma           | Emirati Arabi Uniti | --         | --    |
| non partito | Majed Bkheet            | Palestina           | --         | --    |
| non partito | El sir El Hag El Rayah  | Sudan               | --         | --    |
| non partito | Stelios Assimakopoulos  | Grecia              | --         | --    |

#### 25km individuale
S= il tempo vale per la gara a squadre
| Classifica  | Nome                    | Nazione         | Tempo      | Punti |
| 1           | Brendan Capell          | Australia       | 5h 05'39"6 | 18 S  |
| ----------- | ----------------------- | --------------- | ---------- | ----- |
| 2           | Yuri Kudinov            | Russia          | 5h 07'05"2 | 16 S  |
| 3           | Evgeni Kocharov         | Russia          | 5h 07'59"7 | 14 S  |
| 4           | Alexander Studzinski    | Germania        | 5h 08'03"4 | 12 S  |
| 5           | Mark Saliba             | Australia       | 5h 08'05"6 | 10 S  |
| 6           | Jakub Fichtl            | Rep. Ceca       | 5h 08'06"6 | 8 S   |
| 7           | Maarten van der Weijden | Paesi Bassi     | 5h 08'36"7 | 6     |
| 8           | Stephane Gomez          | Francia         | 5h 09'39"5 | 5 S   |
| 9           | Bertrand Venturi        | Francia         | 5h 09'47"7 | 4 S   |
| 10          | John Kenny              | Stati Uniti     | 5h 10'09"2 | 3 S   |
| 11          | Gabriel Chaillou        | Argentina       | 5h 15'22"4 | 2     |
| 12          | Rostislav Vitek         | Rep. Ceca       | 5h 20'07"0 | 1 S   |
| 13          | Andrea Volpini          | Italia          | 5h 23'48"4 | -- S  |
| 14          | Christian Hansmann      | Germania        | 5h 36'15"1 | -- S  |
| 15          | Damian Blaum            | Argentina       | 5h 38'24"3 | --    |
| 16          | Iván López              | Messico         | 5h 46'18"3 | --    |
| 17          | Sean Seaver             | Stati Uniti     | 5h 56'34"8 | --    |
| ritirato    | Petar Stoychev          | Bulgaria        | --         | --    |
| ritirato    | Marcos Díaz             | Rep. Dominicana | --         | --    |
| ritirato    | Simone Menoni           | Italia          | --         | --    |
| non partito | El sir El Hag El Rayah  | Sudan           | --         | --    |

### Donne

#### 5km individuale
S= il tempo vale per la gara a squadre
| Classifica | Nome                  | Nazione     | Tempo      | Punti |
| 1          | Larisa Ilchenko       | Russia      | 1h 03'11"9 | 18 S  |
| ---------- | --------------------- | ----------- | ---------- | ----- |
| 2          | Ksenija Popova        | Russia      | 1h 03'43"8 | 16    |
| 3          | Sara Mclarty          | Stati Uniti | 1h 03'52"9 | 14 S  |
| 4          | Britta Kamrau         | Germania    | 1h 03"54"0 | 12 S  |
| 5          | Alessia Paoloni       | Italia      | 1h 04"12"1 | 10 S  |
| 6          | Edith van Dijk        | Paesi Bassi | 1h 04"25"4 | 8     |
| 7          | Karley Stutzel        | Canada      | 1h 04"29"1 | 6 S   |
| 8          | Lauren Arndt          | Australia   | 1h 04"30"2 | 5 S   |
| 9          | Jana Pechanova        | Rep. Ceca   | 1h 04"39"9 | 4     |
| 10         | Stefanie Biller       | Germania    | 1h 04"44"0 | 3     |
| 11         | Ivanka Moralieva      | Bulgaria    | 1h 04"50"4 | 2     |
| 12         | Catherine Ware        | Australia   | 1h 04"54"3 | 1     |
| 13         | Melissa Pasquali      | Italia      | 1h 05"24"6 | --    |
| 14         | Denise Schrader       | Svizzera    | 1h 05"38"2 | --    |
| 15         | Geijo Pilar           | Argentina   | 1h 06"43"4 | --    |
| 16         | Nika Kozamernik       | Slovenia    | 1h 07"44"4 | --    |
| 17         | Beth Byrum            | Stati Uniti | 1h 09"40"2 | --    |
| 18         | Paloma Lopez Carrillo | Messico     | 1h 12"26"7 | --    |
| 19         | Bruna Cavalcante      | Brasile     | 1h 12"59"7 | -- S  |
| 20         | Pamela Engel          | Brasile     | 1h 13"34"5 | --    |
| ritirata   | Tanya Hunks           | Canada      | --         | --    |

#### 10km individuale
S= il tempo vale per la gara a squadre
| Classifica | Nome                   | Nazione     | Tempo      | Punti |
| ---------- | ---------------------- | ----------- | ---------- | ----- |
| 1          | Britta Kamrau          | Germania    | 2h 07'51"7 | 18 S  |
| 2          | Jana Pechanova         | Rep. Ceca   | 2h 07'52"8 | 16 S  |
| 3          | Lauren Arndt           | Australia   | 2h 07'53"5 | 14 S  |
| 4          | Ekaterina Seliverstova | Russia      | 2h 07'53"9 | 12 S  |
| 5          | Eva Crestacci          | Italia      | 2h 07'57"2 | 10 S  |
| 6          | Edith van Dijk         | Paesi Bassi | 2h 08'00"5 | 8 S   |
| 7          | Floriane Richard       | Francia     | 2h 08'00"9 | 6 S   |
| 8          | Etta van der Weijden   | Paesi Bassi | 2h 08'02"4 | 5 S   |
| 9          | Ekaterina Zhdanova     | Russia      | 2h 08'02"7 | 4     |
| 10         | Catherine Ware         | Australia   | 2h 08'03"9 | 3     |
| 11         | Denise Schrader        | Svizzera    | 2h 08'10"2 | 2     |
| 12         | Tanya Hunks            | Canada      | 2h 08'12"6 | 1 S   |
| 13         | Lucrezia Terradura     | Italia      | 2h 08'16"1 | --    |
| 14         | Stefanie Biller        | Germania    | 2h 08'29"7 | --    |
| 15         | Ivanka Moralieva       | Bulgaria    | 2h 08'32"9 | --    |
| 16         | Erica Rose             | Stati Uniti | 2h 08'37"5 | -- S  |
| 17         | Karley Stutzel         | Canada      | 2h 08'45"6 | --    |
| 18         | Yvetta Hlaváčová       | Rep. Ceca   | 2h 09'08"5 | -- S  |
| 19         | Geijo Pilar            | Argentina   | 2h 09'53"4 | --    |
| 20         | Briley Bergen          | Stati Uniti | 2h 10'33"2 | --    |
| 21         | Pamela Engel           | Brasile     | 2h 14'20"3 | -- S  |
| 22         | Malwina Bukszowana     | Polonia     | 2h 19'00"0 | --    |
| 23         | Paloma Lopez Carrillo  | Messico     | 2h 19'47"3 | --    |
| 24         | Bruna Cavalcante       | Brasile     | 2h 23'51"2 | --    |

#### 25km individuale
S= il tempo vale per la gara a squadre
| Classifica  | Nome                | Nazione     | Tempo      | Punti |
| ----------- | ------------------- | ----------- | ---------- | ----- |
| 1           | Britta Kamrau       | Germania    | 5h 43'09"6 | 18 S  |
| 2           | Edith van Dijk      | Paesi Bassi | 5h 43'09"7 | 16    |
| 3           | Natalia Pankina     | Russia      | 5h 43'14"4 | 14 S  |
| 4           | Stefanie Biller     | Germania    | 5h 43'37"3 | 12    |
| 5           | Olesya Shlagina     | Russia      | 5h 43'41"3 | 10    |
| 6           | Laura La Piana      | Italia      | 5h 43'43"4 | 8 S   |
| 7           | Yvetta Hlaváčová    | Rep. Ceca   | 5h 45'12"9 | 6 S   |
| 8           | Floriane Richard    | Francia     | 5h 49'05"0 | 5 S   |
| 9           | Karley Stutzel      | Canada      | 5h 49'13"0 | 4     |
| 10          | Alessandra Romiti   | Italia      | 5h 49'59"2 | 3 S   |
| 11          | Erica Rose          | Stati Uniti | 5h53 05'4" | 2 S   |
| 12          | Briley Bergen       | Stati Uniti | 5h54 41'2" | 1 S   |
| 13          | Nika Kozamernik     | Slovenia    | 5h 56'15"1 | --    |
| 14          | Ivanka Moralieva    | Bulgaria    | 5h 56'46"0 | --    |
| 15          | Melissa Benson      | Australia   | 6h 00'02"9 | -- S  |
| 16          | Lauren Guy          | Australia   | 6h 11'04"7 | --    |
| 17          | Cindy Persoons      | Belgio      | 6h 11'29"6 | --    |
| 18          | Esther Nuñez Morera | Spagna      | 6h 25'23"1 | --    |
| non partita | Gruth Sisgaard      | Danimarca   | --         | --    |

### A squadre (misti)

#### 5km a squadre
| Classifica | Nazione     | Tempo totale | Nomi e tempi              | Nomi e tempi                    | Nomi e tempi                  |
| 1          | Germania    | 2h 57'49"6   | Christian Hein - 56'54"1  | Thomas Lurz - 57'01"5           | Britta Kamrau - 1h 03'54"0    |
| ---------- | ----------- | ------------ | ------------------------- | ------------------------------- | ----------------------------- |
| 2          | Australia   | 2h 58'18"6   | Grant Cleland - 56'52"9   | Josh Santacaterina - 56'55"5    | Lauren Arndt - 1h 04'30"2     |
| 3          | Russia      | 2h 58'56"2   | Evgeny Drattsev - 57'48"9 | Maksim Luchnikov - 57'55"4      | Larisa Ilchenko - 1h 03'11"9  |
| 4          | Italia      | 2h 59'58"7   | Fabio Venturini - 57'52"8 | Samuele Pampana - 57'53"8       | Alessia Paoloni - 1h 04'12"1  |
| 5          | Canada      | 3h 00'48"2   | Jarrod Ballem - 57'51"1   | David Creel - 58'28"0           | Karley Stutzel - 1h 04'29"1   |
| 6          | Stati Uniti | 3h 02'17"7   | Jeremy Gregor - 58'49"5   | Chris Thompson - 59'35"3        | Sara Mclarty - 1h 03'52"9     |
| 7          | Brasile     | 3h 10'28"6   | Carlos Pavao - 58'30"9    | Luis Eduardo Oliveira - 58'58"0 | Bruna Cavalcante - 1h 12'59"7 |

#### 10km a squadre
| Classifica | Nazione     | Tempo totale | Nomi e tempi                         | Nomi e tempi                  | Nomi e tempi                       |
| 1          | Germania    | 5h 57'34"4   | Thomas Lurz - 1h 54'38"0             | Christian Hein - 1h 55'04"7   | Britta Kamrau - 2h 07'51"7         |
| ---------- | ----------- | ------------ | ------------------------------------ | ----------------------------- | ---------------------------------- |
| 2          | Russia      | 5h 57'59"9   | Daniil Serebrennikov - 1h 55'02"8    | Evgeni Kochkarov - 1h 55'03"2 | katerina Seliverstova - 2h 07'53"9 |
| 3          | Australia   | 5h 58'25"1   | Josh Santacaterina - 1h 55'14"8      | Grant Cleland - 1h 55'16"8    | Lauren Arndt - 2h 07'53"5          |
| 4          | Italia      | 6h 00'02"0   | Massimiliano Parla - 1h 55'56"6      | Simone Ercoli - 1h 56'08"2    | Eva Crestacci - 2h 07'57"2         |
| 5          | Canada      | 6h 00'41"5   | Jarrod Ballem - 1h 55'12"4           | David Creel - 1h 57'16"5      | Tanya Hunks - 2h 08'12"6           |
| 6          | Francia     | 6h 03'09"9   | Emmanuel Poissier - 1h 57'21"5       | Bertrand Venturi - 1h 57'47"5 | Floriane Richard - 2h 08'00"9      |
| 7          | Brasile     | 6h 07'20"2   | Carlos Pavao - 1h 55'13"6            | Guilherme Bier - 1h 57'46"3   | Pamela Engel - 2h 14'20"3          |
| 8          | Stati Uniti | 6h 10'13"8   | john Kenny - 1h 56'33"4              | Robert Langsett - 2h 05'02"9  | Erica Rose - 2h 08'37"5            |
| 9          | Paesi Bassi | 6h 11'14"2   | Maarten van der Weijden - 1h 55'11"3 | Edith van Dijk - 2h 08'00"5   | Etta van der Weijden - 2h 08'02"4  |
| 10         | Rep. Ceca   | 6h 12'43"9   | Jakub Fichtl - 1h 55'42"6            | Jana Pechanova - 2h 07'52"8   | Yvetta Hlaváčová - 2h 09'08"5      |

#### 25km a squadre
| Classifica | Nazione     | Tempo totale | Nomi e tempi                      | Nomi e tempi                    | Nomi e tempi                   |
| 1          | Russia      | 15h 58'19"3  | Yuri Kudinov - 5h 07'05"2         | Evgeni Kocharov - 5h 07'59"7    | Natalia Pankina - 5h 43'14"4   |
| ---------- | ----------- | ------------ | --------------------------------- | ------------------------------- | ------------------------------ |
| 2          | Francia     | 16h 08'32"2  | Stephane Gomez - 5h 09'39"5       | Bertrand Venturi - 5h 09'47"7   | Floriane Richard - 5h 49'05"0  |
| 3          | Rep. Ceca   | 16h 13'26"5  | Jakub Fichtl - 5h 08'06"6         | Rostislav Vitek - 5h 20'07"0    | Yvetta Hlaváčová - 5h 45'12"9  |
| 4          | Australia   | 16h 13'48"1  | Brendan Capell - 5h 05'39"6       | Mark Saliba - 5h 08'05"6        | Melissa Benson - 6h 00'02"9    |
| 5          | Germania    | 16h 27'28"1  | Alexander Studzinski - 5h 08'03"4 | Christian Hansmann - 5h 36'15"1 | Britta Kamrau - 5h 43'09"6     |
| 6          | Italia      | 16h 57'31"0  | Andrea Volpini - 5h 23'48"4       | Laura La Piana - 5h 43'43"4     | Alessandra Romiti - 5h 49'59"2 |
| 7          | Stati Uniti | 16h 57'55"8  | John Kenny - 5h 10'09"2           | Erica Rose - 5h 53'05"4         | Briley Bergen - 5h 54'41"2     |

## Trofeo dei campionati
Il trofeo dei campionati mondiali di nuoto di fondo viene assegnato alla nazione che ottiene, nel complesso, i migliori piazzamenti: viene stilata una classifica a punti per i primi 12 classificati di ciascuna gara e i punti vengono sommati senza scarti, facendo poi il totale dei nuotatori maschi e femmine. I punti vengono assegnati così (dal primo al dodicesimo posto:) 18, 16, 14, 12, 10, 8, 6, 5, 4, 3, 2, 1. Se due o più nuotatori arrivano a pari merito viene calcolata la media dei punti assegnati per quelle posizioni.
| posto | Paese       | Uomini | Donne | Totale |
| 1     | Russia      | 61     | 74    | 135    |
| ----- | ----------- | ------ | ----- | ------ |
| 2     | Germania    | 68     | 63    | 131    |
| 3     | Australia   | 63     | 23    | 86     |
| 4     | Paesi Bassi | 12     | 37    | 49     |
| 5     | Rep. Ceca   | 9      | 26    | 35     |
| 6     | Italia      | 3      | 31    | 34     |
| 7     | Regno Unito | 24     | 0     | 24     |
| 8     | Francia     | 12     | 11    | 23     |
| 9     | Stati Uniti | 3      | 17    | 20     |
| 10    | Canada      | 8      | 11    | 19     |
| 11    | Messico     | 10     | 0     | 10     |
| 12    | Argentina   | 10     | 0     | 10     |
| 13    | Bulgaria    | 6      | 2     | 8      |
| 14    | Ungheria    | 5      | 0     | 5      |
| 15    | Brasile     | 3      | 0     | 3      |
| 16    | Svizzera    | 0      | 2     | 2      |